# Polygrammodes mineusalis
Polygrammodes mineusalis là một loài bướm đêm trong họ Crambidae.